# Ponç de Pradievi
Ponç de Pradievi (Alt Egipte?, segona meitat del segle iii - Pradievi, Piemont, Itàlia, 303), segons la tradició, va ésser un militar de l'exèrcit romà i membre de la Legió Tebana. Convertit al cristianisme, fou mort per la seva fe. És venerat com a sant i màrtir per certes confessions cristianes, però amb un culte molt localitzat a Pradievi. Fou declarat patró de la ciutat, on es venera i on es conserven les suposades relíquies a l'església.

## Vida i llegenda
La majoria de les dades que se'n conserven semblen llegendàries, tot i ésser antigues. Podrien, però, correspondre a un sant màrtir local al qual s'atribuí la llegenda posterior, que el feia membre de la Legió Tebana. La coincidència de la data de la seva festivitat amb la del sant bisbe, real, Ponç de Cimiez i el lligam amb la Legió Tebana, molt difós a la regió, fa sospitar que es tracta d'un procés de desdoblament del personatge a partir del qual s'elaborà la llegenda.
La tradició el fa soldat a la Legió Tebana, composta per cristians de l'Alt Egipte i comandada per sant Maurici. Era, probablement, originari d'Egipte i, amb la legió, destinats a Helvècia, al territori d'Agaunum, l'actual Saint-Maurice (Valais). Probablement desembarquessin a Itàlia i Ponç, amb el també llegendari Constanci, va predicar el cristianisme per la regió compresa entre els rius Grana i Maira, on avui hi ha la ciutat de Pradievi.
Quan la legió fou massacrada a Agaunum, segons narra Euqueri de Lió a mitjan segle v, també fou decretada la mort dels legionaris que en formaven part i eren en altres parts. Ponç deuria ésser detingut cap al 303 i decapitat, segons aquesta llegenda.

## Iconografia
Obresː 
- Retaule de sant Ponç, atribuït a Pere Garcia de Benavarri, procedent de l'església de Sant Serni de Vall-llebrerola, finals del segle xv (Museu de Lleida)

_